# 올림픽 투르크메니스탄 선수단
올림픽 투르크메니스탄 선수단은 투르크메니스탄을 대표하여 올림픽에 참가하는 선수단이다. 투르크메니스탄은 1996년 처음 등장한 이래로 7번의 올림피아드 대회에 참가했다. 투르크메니스탄은 동계 올림픽에 참가한 적이 없으며, 소련 붕괴 후 대회에 참가하지 않은 유일한 국가이다. 투르크메니스탄은 동계올림픽에 한 번도 출전한 적이 없는 세계 최북단 국가이기도 하다. 투르크멘 선수들은 이전에 소련 국가대표팀에 소속되어 경기를 펼쳤고, 1992년에는 통일팀의 일원으로 참가했다.
2021년 7월 27일, 투르크메니스탄은 도쿄에서 열린 2020년 하계 올림픽에서 독립 국가로서 첫 메달을 획득했으며, 폴리나 구리예바(Polina Guryeva)는 역도 여자 59kg급 경기에서 은메달을 획득했다.
올림픽 메달을 획득한 다른 투르크멘 선수로는 7차례 세계 챔피언을 차지한 마라트 니야조프(1960년 로마 올림픽 당시 소련 대표)와 다니야르 이스마일로프(현재 터키 대표)가 있다. 특히 1992년 유럽 역도 챔피언 3회 우승을 차지한 알티미라트 오라즈두르디예프(Altymyrat Orazdurdyýew)는 바르셀로나 올림픽에서 단일팀의 일원이었다. 그러나 바실리 알렉세예프 감독은 그가 경기에 참여하는 것을 허락하지 않았다.
투르크메니스탄의 수도 아시가바트에는 2017년 호주와 더 넓은 오세아니아 국가가 참가하는 아시아 올림픽 평의회 아시아 실내 및 무술 게임이 개최된 올림픽 공원이 있다. 2018년 세계 역도 선수권 대회도 개최되었다.
투르크메니스탄 국가올림픽위원회는 1990년에 결성됐다.

## 참고 자료
- (영어) “Turkmenistan”. SR/Olympic Sports. 2009년 2월 20일에 원본 문서에서 보존된 문서. 2011년 10월 30일에 확인함.